# Flurina Schneider
Flurina Schneider (* 1976 in Biel) ist eine Schweizer Humangeografin und Nachhaltigkeitsforscherin.

## Wirken
Schneider studierte von 1997 bis 2003 Geografie, Recht und Umweltschutz an der Universität Basel. 2007 promovierte sie an der Universität Bern über nachhaltige Bodenbearbeitung in der Schweizer Landwirtschaft und die Rolle von Wissen, Netzwerkbildung und sozialem Lernen. Ab 2008 arbeitete sie als wissenschaftliche
Mitarbeiterin am Forschungsinstitut für biologischen Landbau in Frick, ab 2010 am Zentrum für Nachhaltige Entwicklung und Umwelt (CDE) der Universität Bern. 2016 habilitierte sie in Bern über Transdisciplinary and transformative research for sustainable governance of natural resources: Towards intra- and intergenerational justice; ab 2017 leitete sie das Cluster Landressourcen des CDE.
Seit 2021 ist Schneider wissenschaftliche Geschäftsführerin und Sprecherin der Leitung des ISOE – Institut für sozial-ökologische Forschung in Frankfurt am Main und wirkt als Professorin für Soziale Ökologie und Transdisziplinarität an der Johann Wolfgang Goethe-Universität. Außerdem ist sie Sprecherin der Forschungsaktivität „Biodiversity, Social-Ecological Dynamics and Transformative Change“ der Senckenberg Gesellschaft für Naturforschung sowie Sprecherin des Forschungsnetzwerks Ecornet. Weiterhin ist sie stellvertretende Vorsitzende das wissenschaftlichen Klimabeirats der Hessischen Landesregierung.
Schneiders Forschungsschwerpunkte sind Nachhaltigkeitstransformationen, Land- und Wassergovernance sowie die Rolle von Wissen, Wissenschaftspolitik und transdisziplinärer Koproduktion von Wissen. Sie koordinierte und leitete verschiedene internationale, transdisziplinäre Forschungsprojekte im globalen Norden und Süden (Schweiz, Deutschland, Chile, USA, Laos, Myanmar und Madagaskar), die darauf abzielten, neue Transformationspfade zusammen mit gesellschaftlichen Akteuren zu entwickeln.

## Schriften (Auswahl)
- Schneider, F., Patel, Z., Paulavets, K., Buser, T., Kado, J., Burkhart, S. (2023): Fostering transdisciplinary research for sustainability in the Global South: Pathways to impact for funding programmes. In: Humanities and Social Sciences Communications 10 (1): 1–11. https://doi.org/10.1057/s41599-023-02138-3
- Schneider, F., Llanque-Zonta, A., Andriamihaja, O.R. et al. (2022): How context affects transdisciplinary research: insights from Asia, Africa and Latin America. In: Sustainability Science. https://doi.org/10.1007/s11625-022-01201-3
- Schneider F., Feurer M., Lundsgaard-Hansen L.M., Myint, W., Nuam C.D., Nydegger K. et al. (2020): Sustainable Development Under Competing Claims on Land: Three Pathways Between Land-Use Changes, Ecosystem Services and Human Well-Being. European Journal of Development Research, 32: 316–37. https://doi.org/10.1057/s41287-020-00268-x
- Schneider, F., Giger, M., Harari, N., Moser, S., Oberlack, C., Providoli, I., Schmid, L.G., Tribaldos, T., Zimmermann, A. (2019): Transdisciplinary co-production of knowledge and sustainability transformations: three generic mechanisms of impact generation. Environmental Science & Policy 102: 26–35. https://doi.org/10.1016/j.envsci.2019.08.017
- Schneider, F., Buser, T., Keller, R., Tribaldos, T., Rist, S. (2019): Research funding programmes aiming for societal transformations: ten key stages. Science and Public Policy. https://doi.org/10.1093/scipol/scy074
- Schneider, F., Kläy, A., Zimmermann, A.B., Buser, T., Ingalls, M., Messerli, P. (2019): How can science support the 2030 Agenda for Sustainable Development? Four tasks to tackle the normative dimension of sustainability. Sustainable Science. https://doi.org/10.1007/s11625-019-00675-y
- Schneider, F., Buser T. (2018): Promising Degrees of Stakeholder Interactions in Research for Sustainable Development. Sustainability Science 13(1): 129-142. https://doi.org/10.1007/s11625-017-0507-4